# Karadak
Karadak (cyr. Карадак) – wieś w Serbii, w okręgu raskim, w gminie Raška. W 2011 roku liczyła 56 mieszkańców.